# Ugone Papé di Valdina
Ugone Papé di Valdina (Alcamo, 10 oktober 1724 – Palermo, 13 januari 1791) was een edelman in het koninkrijk Sicilië en Napels; hij was bisschop van Mazara del Vallo in Sicilië.

## Levensloop
Papé werd geboren in Alcamo, Sicilië, op het kasteel van Calatubo. Zijn ouders waren Giuseppe Papé, prins van Valdina en hertog van Giampilieri, en Gaetana barones de Ballis. Reeds op jonge leeftijd stuurde zijn vader erop aan dat hij de lagere wijdingen onderging en zo een carrière bij de Roomse geestelijkheid begon.
Na zijn priesterwijding in 1747 kreeg Papé de dekenij van Agrigento toegewezen (1749). Jaren later verkoos koning Ferdinand III van Bourbon, de latere Ferdinand I der Beide Siciliën, hem voor de bisschopstroon van Mazara del Vallo. Paus Clemens XIV keurde de benoeming goed (1772). Er volgden een bisschopswijding (1773) en een pastoraal bezoek aan zijn bisdom. 
Zijn activiteiten waren in de jaren nadien velerlei. Papé volgde persoonlijk de studies op van priesterstudenten. Hij richtte een stichting op om de bruidsschat te betalen van armoedige meisjes. Hij kocht zilverwerk aan voor de kathedraal, die hij bovendien liet verfraaien. 
Lange tijd hield Papé zich bezig met het vrijkopen van Sicilianen die als slaaf werkten in islamitisch Noord-Afrika.
Zijn naam bleef bekend in Mazara del Vallo omwille van de reorganisatie die hij deed van het bisschoppelijk archief. Het nieuw uitgebate archief kreeg de naam ‘Rollo di Monsignore Papé’. 
Papé stierf in Palermo, in het stadspaleis van de prinsen van Valdina. Bij testamentaire wil werd Papé begraven in de kapel van het Heilig Sacrament in de kathedraal van Mazara del Vallo.